# Disney's Animal Kingdom
O Disney's Animal Kingdom é o quarto de quatro parques temáticos construídos no Walt Disney World Resort em Bay Lake, próximo a Orlando, Flórida, Estados Unidos, inaugurado no Dia da Terra, 22 de abril de 1998. Ele é o segundo maior parque temático do mundo, atrás do Six Flags Great Adventure em Jackson, Nova Jersey, e é o maior parque temático único da Disney no mundo, cobrindo 200 hectares, e também o primeiro parque temático da Disney a ter como tema a conservação animal, uma filosofia seguida pelo próprio Walt Disney. O Disney's Animal Kingdom é credenciado pela Associação de Zoológicos e Aquários e pela Associação Mundial de Zoológicos e Aquários, o que significa que ele cumpriu ou excedeu os padrões de educação, conservação e pesquisa. Em 2014, o parque atraiu aproximadamente 10,4 milhões de visitantes, sendo o quarto parque mais visitado dos Estados Unidos e o sétimo do mundo.
O parque é representado pela Árvore da Vida, uma árvore artificial esculpida de 44 m de altura e 15 m de largura.

## Dedicatória
Bem-vindo a um reino de animais... reais, antigos e imaginados: um reino dominado por leões, dinossauros e dragões; um reino de equilíbrio, harmonia e sobrevivência; um reino em que nós entramos para compartilhar a maravilha, contemplar a beleza, emocionar-se no drama e aprender.— Michael D. Eisner, 22 de abril de 1998

## Áreas
O Disney's Animal Kingdom é dividido em seis áreas temáticas.

### Oasis
O Oasis é a entrada principal do parque, oferecendo alguns serviços aos visitantes. Ele conta com alguns habitats de animais, incluindo espécimes de Platalea alba, Íbis-branco-australiano, babirusa, Speculanas specularis, Pato-de-touca-branca, marreca-oveira, Cacatua galerita eleonora, Pseudemys concinna, tamanduá-bandeira, Lophodytes cucullatus, arara-azul, Dendrocygna javanica, ara-militar, Anas puna, Tadorna radjah, Muntiacus reevesi, Cyclura cornuta, marreca-de-coleira, Marrecão, Pato-de-rabo-alçado-americano, arara, Anas poecilorhyncha, Wallabia bicolor, Marreca-toicinho, e Marreca-pardinha. O caminho principal leva à parte mais interior do parque e à Discovery Island.
Um Rainforest Cafe também se localiza na entrada do Oasis, embora tecnicamente ele esteja fora dos limites do parque. Os visitantes podem comer no restaurante sem entrar no Disney's Animal Kingdom, enquanto os visitantes que entram no restaurante vindo do parque temático estão na verdade saindo do parque e devem apresentar seu ingresso quando retornar ao parque.

### Discovery Island

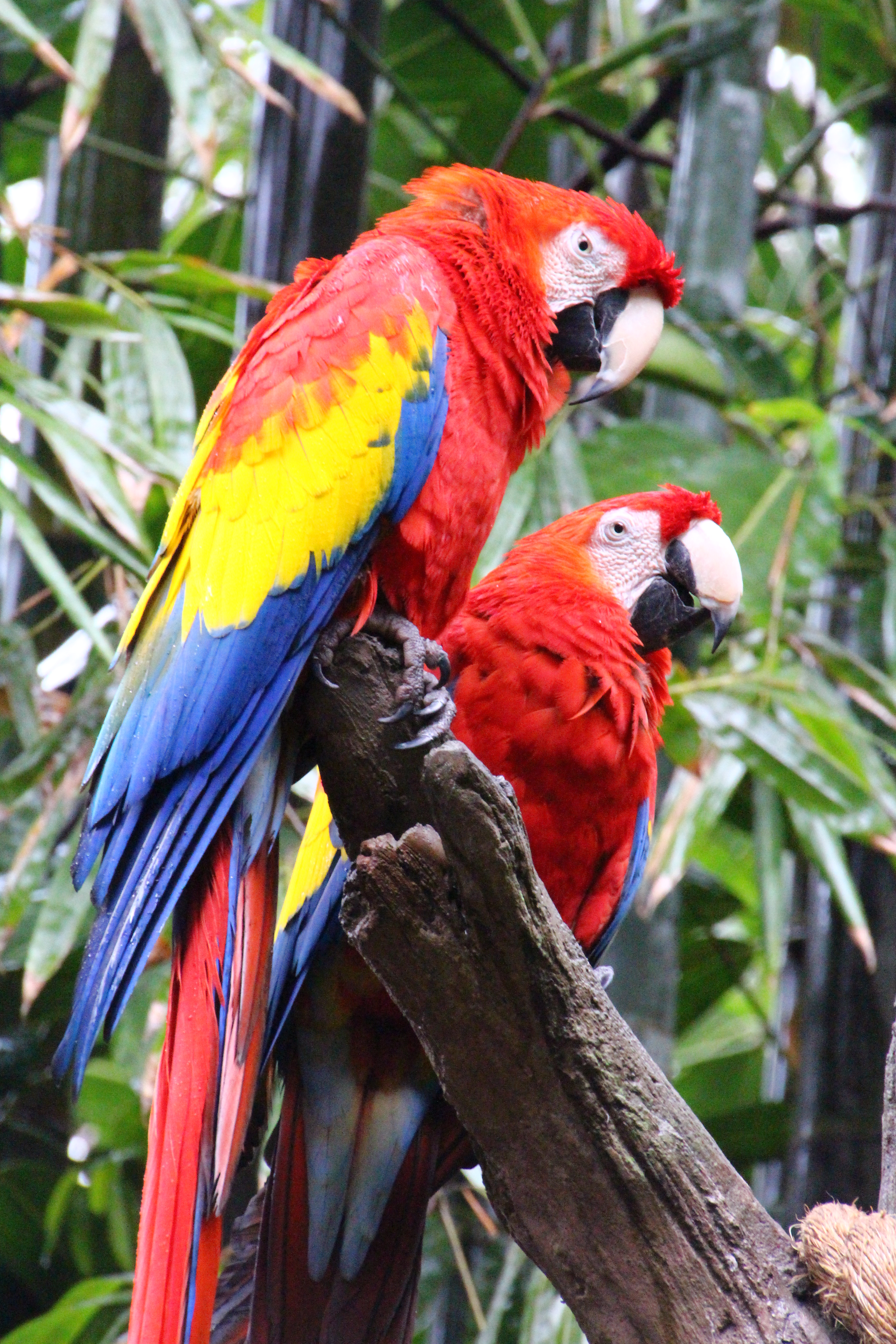
Araras na Discovery Island

A Discovery Island localiza-se no centro do parque, no meio do canal do Discovery River. Ele é o centro do parque, conectando as outras seções do parque, com exceção do Rafiki's Planet Watch. Ele originalmente era chamado de Safari Village, visto que Discovery Island era o nome do pequeno parque zoológico localizado na Bay Lake do Walt Disney World, mas recebeu seu nome atual após as instalações fecharem em 1999.
A Árvore da Vida, a árvore baobá esculpida pelo homem e icônica, localiza-se nesta seção e é cerca por trilhas e recintos de animais, apresentando espécimes de cegonha-de-abdim, grou-coroado-preto, cisne-de-pescoço-preto, arara-canindé, Anas capensis, Axis axis, Eulemur collaris, Macropus giganteus, tartaruga-das-galápagos, flamingo, pato-de-crista, lontra-anã-oriental, Dendrocygna eytoni, canguru-vermelho, arara-vermelha, lémure-de-cauda-anelada, colhereiro-americano, Ephippiorhynchus senegalensis, cacatua-das-molucas, marreca-cricri, cegonha-branca, irerê, e Ciconia episcopus.
As maiores lojas de lembrança do parque e dois de seus maiores restaurantes estão em Discovery Island, cada um com um tema diferente, bem como decoração baseada em animais noturnos, insetos e assim por diante. Outra atração principal da ilha é It's Tough to Be a Bug!, um filme 4-D cômico que conta com aparições de Flik e Hopper da animação da Disney·Pixar A Bug's Life.

### Africa
Situada na vila africana fictícia de Harambe, esta área contém alguns animais em exibição. De acordo com a lenda da Disney, Harambe era parte de uma colônia, mas uma revolução pacífica tornou Harambe auto-regulada em 1961. Atualmente, Harambe é o ponto de início para turistas e estudantes observarem os animas da África em seus habitats naturais.
A vila é o homônimo da Harambe Wildlife Preserve, o lar fictício da principal atração de Africa, Kilimanjaro Safaris. Os visitantes sobem a bordo de um veículo de safári aberto para uma expedição para ver vários animais africanos andando livremente pela savana, rios e colinas rochosas, incluindo espécimes de addax, elefante-africano, rinoceronte-negro, gnu-azul, bongo, bontebok, guepardo, elande, Nanger dama, gerenuk, Equus quagga boehmi, flamingo, grande-cudo, galinha-d'angola, hipopótamo, impala, leão, mandril, crocodilo-do-nilo, marreca-arrebio, nyala, ocapi, avestruz, pelicano-cinzento, girafa, palanca-negra, Ephippiorhynchus senegalensis, órix-cimitarra, gazela, javali, waterbuck, rinoceronte-branco, duiker-de-dorso-amarelo, e Mycteria ibis.
Ao lado, no Pangani Forest Exploration Trail, os visitantes podem fazer uma trilha na floresta onde espécimes de animais como macacos colobus, gerenuk, gorila, hipopótamo, Gongylophis colubrinus, abetarda-gigante, suricato, rato-toupeira-pelado, ocapi, tarântula e Duiker-de-dorso-amarelo, bem como um aviário, estão localizados.
Em 2014, Festival of the Lion King, uma atração que surgiu na seção atualmente fechada Camp Minnie-Mickey, foi reaberto no recém-construído Harambe Theater. Ele é uma parte de uma expansão maior da Africa, que incluirá um novo caminho e novos restaurantes.

### Rafiki's Planet Watch
Rafiki's Planet Watch é uma seção para crianças novas e com famílias e a única seção do parque não conectada à Discovery Island, sendo conectada com a Africa. Os visitantes embarcam no trem Wildlife Express Train para uma viagem curta para a área, que consiste de três sub-áreas. Os visitantes primeiro encontram o Habitat Habit!, onde eles podem ver Saguinus oedipus e aprender sobre os esforços para proteger esses primatas com risco de extinção em seus lares naturais. Ao logo do caminho, os visitantes podem aprender como fornecer habitats animais em seus lares.
Conservation Station mostra os vários esforços de conservação apoiados pela Walt Disney Company. Ele também dá um vislumbre por trás das cenas nas instalações de cuidado ao animal do Disney's Animal Kingdom, incluindo uma sala de exame veterinário completa com sistemas de comunicação para que os veterinários possam responder às perguntas dos visitantes. Do lado de fora, a Affection Section é um pequeno zoológico com cabras, ovelhas e outros animais domésticos.

### Ásia

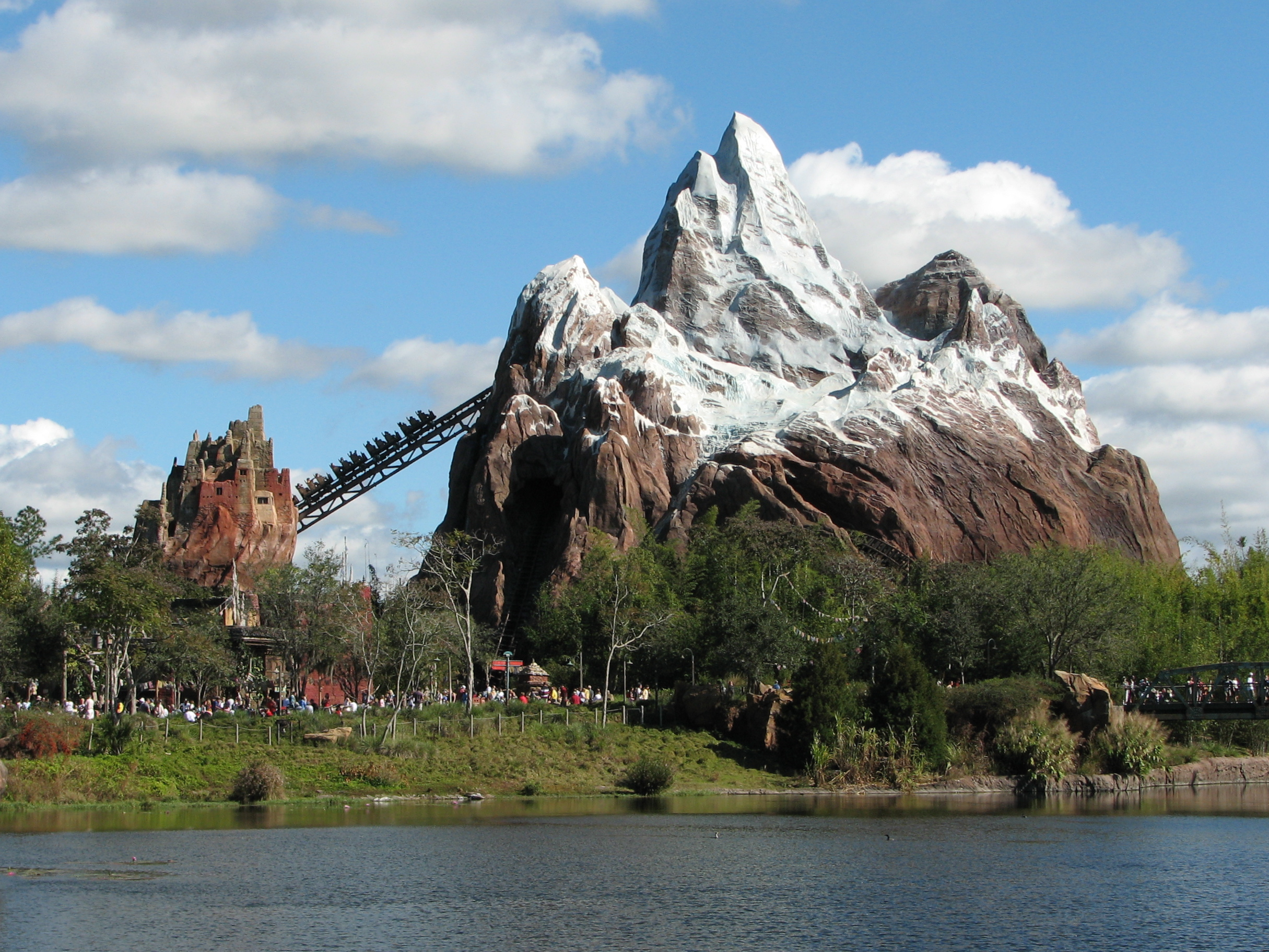
As montanhas de Expedition: Everest

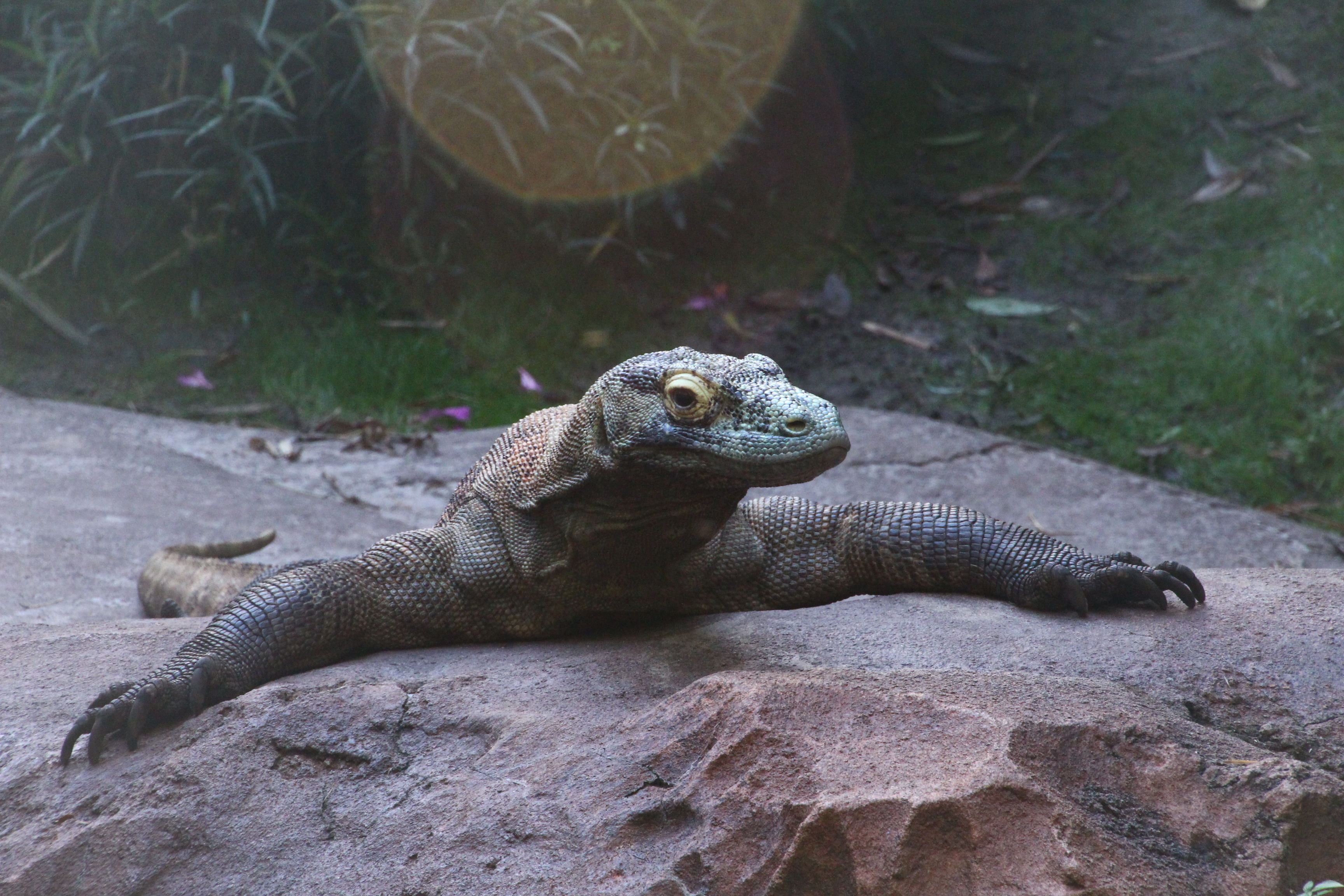
Dragão-de-comodo

Ásia foi a primeira área adicionada ao Disney’s Animal Kingdom, abrindo em 1999. Como África, as atrações da seção são parte de um local fictício, o reino de Anandapur (que significa "Local de muitos encantos" e não se confunde com o município de mesmo nome no distrito de Kendujhar, na Índia). Anandapur compreende duas vilas: uma vila na margem do rio que também é chamada de Anandapur e Serka Zong (que se situa no pé do Himalaya). Retratos da família real de Anandapur (consistindo do marajá e sua esposa) podem ser encontrados na maioria dos negócios nas duas vilas, um mapa do reino apresentando ambas as vilas e seus locais relativamente às montanhas e rio podem ser encontrado na parede do quiosque do Disney Vacation Club localizado lá. Como em Harambe, a lenda da Disney afirma que Anandapur é agora um centro de pesquisa animal e turismo. No Palco Caravan, esses dois "mundos" se encontram em  Flights of Wonder, um show de pássaros ao vivo onde um dos pesquisadores de pássaros de Anandapur ensina um guia turístico com medo de pássaros sobre os comportamentos naturais deles e os efeitos da perda de habitat e esforços de preservação da espécies de pássaros, como o grou-coroado-preto e águia-de-cabeça-branca.
A Maharajah Jungle Trek leva os visitantes pelas florestas e ruínas fora da vola, que abrigam várias espécies de animais.
Próximo, o  Kali River Rapids é uma corredeira rápida junto ao fictício Rio Chakranadi que passa por uma floresta, uma operação de desmatamento e por uma cachoeira.
Atrás de Anandapur está a Montanha Proibida (Forbidden Mountain), que abriga a Expedition Everest, que é uma montanha-russa pelo Himalaya onde os passageiros encontram um Yeti.

### DinoLand U.S.A.
DinoLand U.S.A. foi inspirada pela curiosidade do público em geral por dinossauros. O fictício Instituto Dino e suas instalações vizinhas atraem aqueles com um interesse científico nos animais extintos, enquanto Chester e Hester's Dino-Rama lembram as muitas roadside attraction que se encontram por todo os Estados Unidos. Como outra seções do Disney's Animal Kingdom, há animais em exibição.
Esses animais, como o crocodilo americano, Cariama cristata, cegonha-de-abdim e Manouria emys, possuem ligações evolucionárias com a era dos dinossauros. Eles eram espécies de animais que sobreviveram à era doso dinossauros e podem ser encontrados juntos à Cretaceous Trail com uma variedade plantas mesozoicas. Na ponta do DinoLand U.S.A. está o "Theater in the Wild", que abriga o Finding Nemo - The Musical, um musical ao vivo baseado na história da Disney·Pixar Procurando Nemo.
O Instituto Dino abriga o DINOSAUR, uma atração que conta com uma viagem no tempo até o Cretáceo Superior. Logo fora do Instituto está o "Dino-Sue",
Um fóssil do  Tiranossauro rex que é o mais completo já encontrado. No Boneyard ao lado, as crianças se divertem em um playground de vários andares com um fóssil de mamute-columbiano a ser descoberto, além do esqueleto de um Brachiosaurus.
Chester and Hester's Dino-Rama, por outro lado, é sobre dinossauros como diversão. O TriceraTop Spin é uma atração colorida para famílias, enquanto a Primeval Whirl é uma montanha-russa que gira. Na área localizam-se barracas de jogos e lojas de lembranças, bem como existe a chance de se encontrar com personagens da Disney.
A área era antigamente patrocinada pelo McDonald’s até 2009 quando o contrato terminou.

### Áreas futuras

#### Pandora: The World of Avatar
Então aqui está uma oportunidade... de trazer este mundo à vida e levar você para andar e ver coisas que não viu no primeiro filme nem nos dois posteriores.

Em setembro de 2011, a Walt Disney Parks and Resorts anunciou planos de fazer uma parceria com o diretor James Cameron, sua produtora Lightstorm Entertainment, e a 20th Century Fox para desenvolver atrações baseadas no filme  Avatar de Cameron exclusivamente para os parques temáticos da Disney. A primeira instalação é planejada para o Disney's Animal Kingdom na forma de uma seção baseada em Avatar no parque. Embora nenhum detalhe tenha sido anunciado, a nova área era descrita como tendo alguns hectares em tamanho e custaria cerca de US$ 400 milhões para ser construída, uma escala semelhante à Cars Land no Disney California Adventure na Califórnia. Componentes dos segundo e terceiro filmes da série Avatar serão apresentados, junto com novos designs não vistos em qualquer dos filmes. A construção foi iniciada em 10 de janeiro de 2014. Embora a maioria dos detalhes ainda não sejam conhecidos, a Disney confirmou uma atração de barco mostrando a fauna e flora nativas de Pandora que podem incluir pequenas quedas e um simulador onde os visitantes aprenderiam a voar em um banshee da montanha.

#### Entretenimento noturno
Em conjunto com Pandora: The World of Avatar, um novo espetáculo noturno, intitulado "Rivers of Light", será inaugurado no Discovery River, contando com telas de névoa, lanternas flutuantes, música e luzes. Durante uma curta temporada, o show "Jungle Book: Alive with Magic", baseado no filme de 2016 foi apresentado no parque, com grande sucesso. Usou a área do Rivers of Light, que não pôde ser oficialmente inaugurado por problemas técnicos.

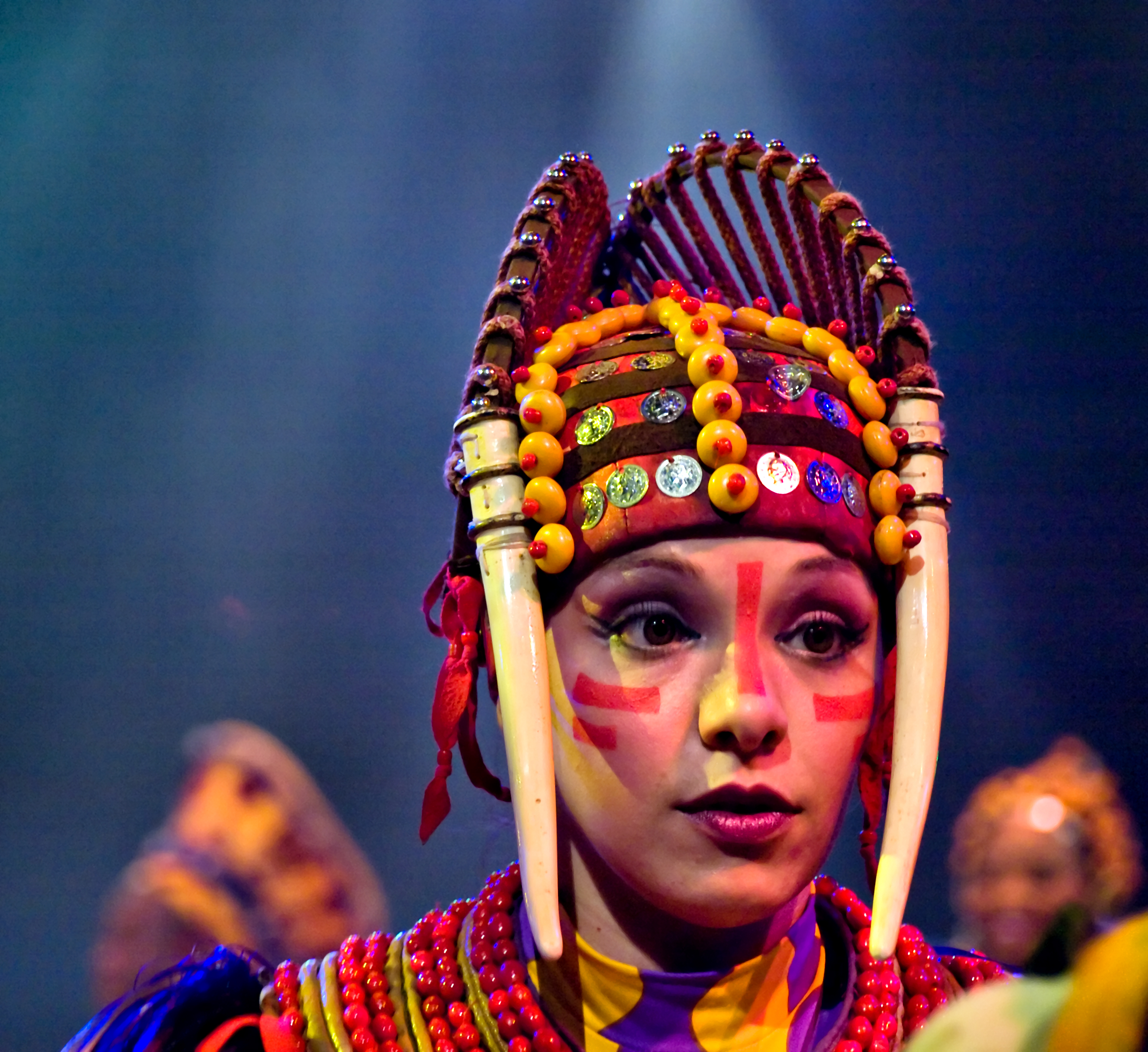
Uma atriz apresentando o Festival of the Lion King

## Seções antigas

### Camp Minnie-Mickey
Camp Minnie-Mickey era tematizada como um acampamento de verão rústico, construído em um local onde se planejava construir o Beastly Kingdom. Ele servia como um local para encontro com os personagens da Disney, incluindo Mickey Mouse, Minnie Mouse, Koda, e Thumper. O teatro principal da área sediava o Festival of the Lion King, um show ao vivo que contava com acrobatas e apresentações musicais inspiradas no Rei Leão. Pocahontas and Her Forest Friends, baseado no filme animado de 1995 era uma apresentação ao vivo que funcionou até 27 de setembro de 2008. Ela fechou em 5 de janeiro de 2014 e atualmente está sendo renovada e convertida para se tornar a Pandora: The World of Avatar em 2014-2017. Também foi encerrada a parada diárias dos personagens pelo parques.

## Áreas nunca construídas

### Beastly Kingdom
O Disney's Animal Kingdom foca em três classificações amplas de animais: aqueles existem na realidade atual; aqueles que não existem mas estão extintos (ou seja, os dinossauros); e aqueles que existem apenas nos reinos de fantasia. O projeto original do Animal Kingdom incluía uma seção chamada Beastly Kingdom (possivelmente pronunciada como "Beastly Kingdomme"), focada em criaturas de lendas e mitologia. Devido a restrições orçamentárias, o Beastly Kingdom nunca se tornou realidade e o Camp Minnie-Mickey foi construído como um local temporário para aquela terra.
Beastly Kingdom teria animais míticos como unicórnios, dragões e monstros marinhos, contando tanto com criaturas boas quanto más:
- O lado sombrio seria dominado pela Dragon Tower, um castelo em ruínas que abrigaria um dragão cuspidor de fogo que guardaria um tesouro fabuloso na câmara da torre. O castelo seria habitado também por morcegos que planejavam roubar as riquezas do dragão. Eles pediriam a ajuda dos visitantes em seu plano e os levariam em uma montanha-russa suspensa através das ruínas do castelo. O clímax da atração seria um encontro com o próprio dragão, resultando em um trem quase queimado de visitantes;[16]
- O lado bom abrigaria o Desafio do Unicórnio, uma aventura que enviaria os visitantes por um labirinto de criaturas mitológicas medievais para procurar a gruta escondida onde o unicórnio viveria. Finalmente, a atração Fantasia Gardens seria um barco através de cenas com animais do clássico da Disney Fantasia. A atração contaria com crocodilos e hipopótamos de "Dance of the Hours" e o pégasus, faunos e centauros da "Pastoral" de Beethoven.[15][17]

Restos do Beastly Kingdom eram visíveis quando o parque abriu e ainda são visíveis atualmente:
- O estacionamento contém uma seção chamada "Unicórnio";
- A silhueta de um dragão aparece no logotipo do parque;
- Uma estátua de cabeça de dragão situa-se no topo dos guichês de ingresso na entrada do parque (Os outros dois guichês têm uma cabeça de elefante e de tricerátops);
- Um dos brinquedos do McLanche Feliz tematizados com o Animal Kingdom era um dragão púrpura de asas (ele era semelhante à Madame Mim como um dragão em The Sword in the Stone).

Como a Expedition Everest conta com o yeti mitológico, uma criatura que pode ou não existir, o parque agora conta com pelo menos uma atração baseada em cada tipo de animal (vivo, extinto e lendário). Sobre o futuro de Beastly Kingdom, o Walt Disney Imagineer Joe Rohde disse em 2000: "Nós tivemos uma visão e hoje se tornou um local reservado. Nós temos todos os tipos de ideias e nem todas elas se encaixam no tema do Beastly Kingdom. Eu não estou nem mesmo convencido que haverá um Beastly Kingdom". A área proposta para o parque será a Avatar Land. As construções começaram em 10 de janeiro de 2014.

## Restaurantes e lojas

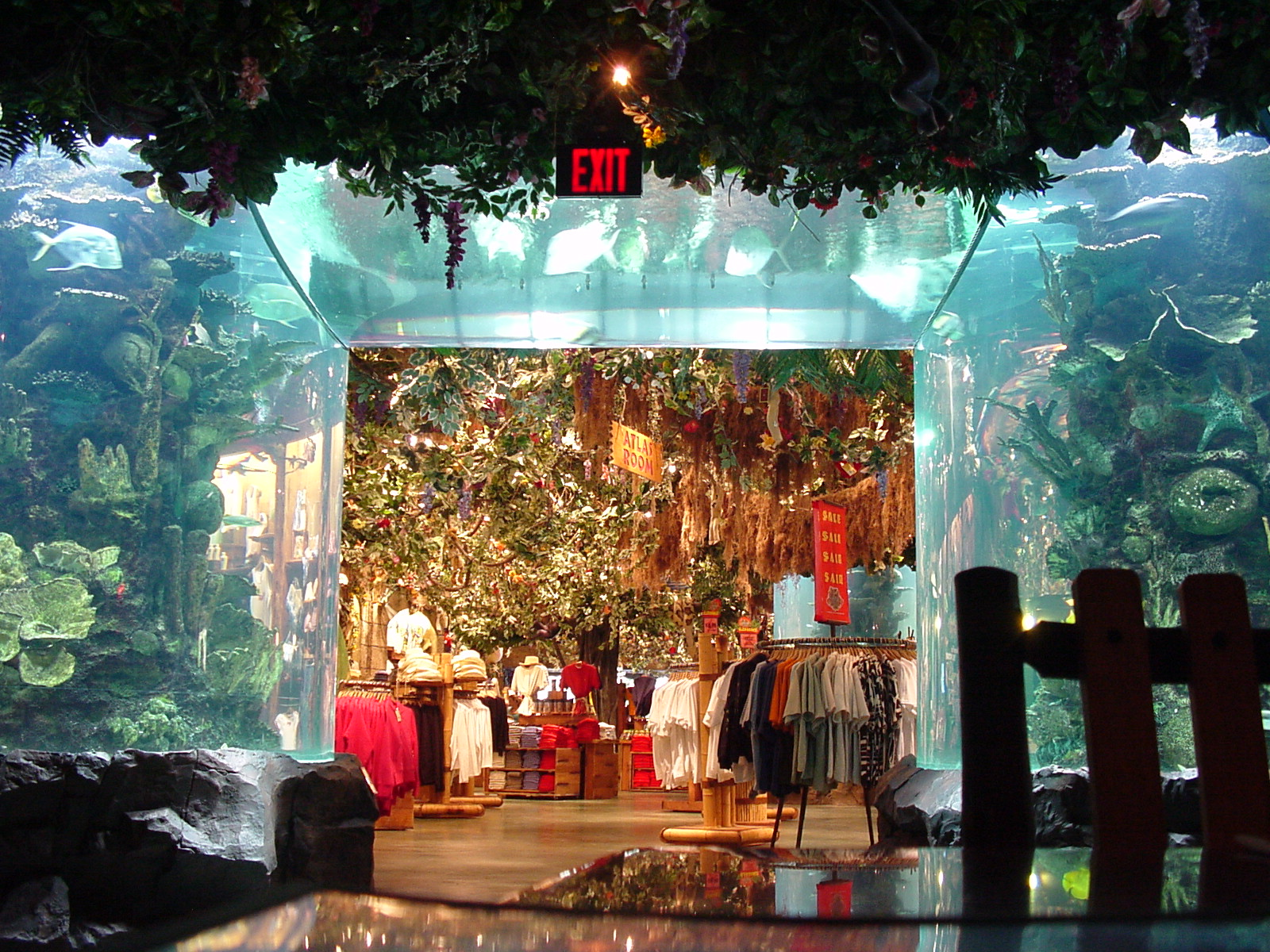
Rainforest Cafe.

O parque contém três restaurantes de serviço de mesa:
- Rainforest Cafe, uma cadeia de restaurantes tematizados operada pela Landry's, localizada logo fora da entrada principal (também acessível de dentro do parque);
- Yak & Yeti, um restaurante asiático localizado na seção Ásia do parque (operada pela Landry's Restaurants) que abriu em 14 de novembro de 2007;
- Tusker House, localizado na África e um dos restaurantes de serviço rápido originais do parque, foi convertido em um restaurante Buffet e reinaugurado em 17 de novembro de 2007.

Tusker House abriga "Donald's Safari Breakfast" e "Donald's Dining Safari Lunch", um evento de refeição com personagem onde os visitantes aproveitam um Buffet enquanto se encontram com Pato Donald e outros personagens da Disney.
Há cinco restaurantes de serviço rápido localizados no parque:
- Flame Tree Barbecue na Discovery Island próximo a DinoLand USA;
- Pizzafari está também na Discovery Island próximo onde o Camp Minnie-Mickey estava;
- Restaurantosaurus, em DinoLand USA;
- Tamu Tamu Refreshments na Africa;
- Yak & Yeti Local Foods Café que se localiza próximo ao serviço de mesa Yak & Yeti.

Assim como outros parques temáticos do Walt Disney World, o Disney's Animal Kingdom possui outros locais e carrinhos que oferecem aperitivos e bebidas.

## Operações
Muita preocupação com o bem-estar dos animais surgiu quando o parque originalmente abriu. O parque geralmente fecha mais cedo que os outros parques no Walt Disney World Resort. Fala-se que os animais exigiriam um cronograma restrito para evitar o estresse, portanto mesmo nas noites quando o parque está aberto até mais tarde, os animais geralmente são trazidos para os bastidores uma ou duas horas antes do parque oficialmente fechar. Outra diferença em relação a outros parques da Disney é que o Animal Kingdom não possui um show de fogos de artifício em consideração aos animais.
A Disney não permite canudos, tampas ou balões de plástico no parque, ao contrário dos seus outros parques. Isto se deve ao fato de que o plástico poderia inadvertidamente entrar no habitar dos animas e machucá-los. O parque usa canudos de papel.
O Animal Kingdom também é o único parque a ter portas em todos os banheiros, no caso de um animal se soltar. Se isto ocorresse, os visitantes seriam instruídos a ir ao banheiro e fechar as portas.

## Esforços de preservação
Como um parque zoológico, o Disney's Animal Kingdom engaja-se na pesquisa e esforços de preservação envolvendo suas espécies animais. Desde a abertura do parque em 1998, a manda de elefantes produziu seis filhotes, com nascimentos em 2003, 2004, 2005, 2008, 2010, e 2011. Somente em 2008, o rebanho de girafas do parque produziu quatro filhotes, aumentando o número total de nascimentos de girafas desde a abertura para onze.
Em 1999, um dos rinocerontes-brancos deram à luz uma fêmea chamada Nande. Em 2006, Nande e Hasani, outros dos rinocerontes do parque, foram transferidos para o santuário de animais Ziwa de Uganda, na primeira tentativa de reintroduzir rinocerontes brancos no país. Devido à guerra civil, os rinocerontes brancos foram extintos na região. Em junho de 2009, Nande deu à luz um macho, o primeiro nascimento em Uganda em mais de 25 anos. Em janeiro de 2010, o sucesso do programa de nascimento de rinocerontes foi destacado com a notícia de que oito rinocerontes brancos nasceram no Animal Kingdom desde a abertura do parque, o mais novo nascendo de outra mãe no Animal Kingdom.

## Controvérsia
Mesmo na fase de planejamento, vários grupos de direitos dos animais com bases na Flórida, incluindo o PETA, não gostaram da ideia da Disney criar um parque temático onde os animais fossem mantidos em cativeiro. Os grupos protestaram e o PETA tentou convencer os agentes de viagem a não reservar viagens para o parque. Algumas semanas antes de o parque abrir, vários animais morreram devido a acidentes. O Departamento de Agricultura dos Estados Unidos investigou a maioria dos casos e não encontrou violações à regulamentação sobre o bem-estar dos animais. No dia da abertura, o Xerife do Condado de Orange enviou cerca de 150 policiais temendo que houvesse um grande protesto, mas apenas duas dezenas de protestantes apareceram. O protesto durou duas horas e não houve prisões.
Um ano após o parque abrir, a Fundação dos Direitos dos Animais da Flórida reclamou que os fogos de artifício do Ano Novo poderiam irritar os animais. O inspetor da USDA veio ao parque e não encontrou problemas com os fogos de artifício de baixo ruído a quase 1 km de distância.
Em janeiro de 2015, um grupo de direito dos animais listou o parque como um dos 10 piores zoológicos do mundo para elefantes.

## Público
| 2008      | 2009      | 2010      | 2011      | 2012      | 2013       | 2014       | Posição mundial |
| --------- | --------- | --------- | --------- | --------- | ---------- | ---------- | --------------- |
| 9 540 000 | 9 590 000 | 9 686 000 | 9 783 000 | 9 998 000 | 10 198 000 | 10 402 000 | 7               |